# 長倉祐省
長倉 祐省（ながくら すけよし）は、戦国時代の武将。日向伊東氏の家臣。

## 略歴
長倉氏は伊東氏初代・伊東祐時の子・長倉祐氏を祖とする伊東氏の庶流。伊東氏祐が日向国に下向する際、付き従い被官化した家系。
伊東尹祐・祐充父子の家老。天文2年（1533年）に伊東祐武が反乱を起こした「伊東武州の乱」では伊東祐清（義祐）・祐吉方について戦う。乱の収束後、祐吉を擁立し当主に押し上げたが、祐吉は数年で病死してしまい、出家していた義祐が還俗し家督を継承することとなった。
こうした経緯から新当主である義祐との関係は悪く、天文10年（1541年）に穆佐、長嶺、石塚、田野の四城を長倉方と称して遂に反乱を起こし（長倉能登守の乱）、飫肥城の島津豊州家からの援軍を得て宮崎城の義祐と一戦に及んだものの、間もなく撃退され戦死した。